# マウリシオ・レイノソ
マウリシオ・エンリケ・レイノソ・レバーノ（Mauricio Enrique Reynoso Levano、1977年5月1日 - ）は、ペルーのプロボクサー。タクナ県タクナ出身。

## 来歴
2005年11月19日、タクナ県タクナのコリセオ・セラでルイス・A・グティエレスと対戦し、6回3-0（3者とも60-54）の判定勝ちを収めた。
2006年3月1日、タクナ県タクナのコリセオ・セラードでルイス・A・グティエレスと4ヵ月ぶりに再戦し、3回KO勝ちを収めた。
2006年10月13日、コルドバ州コルドバでダリオ・アントニオ・ゲレスと対戦し、プロ初の引分となる4回判定で引き分けた。
2006年11月4日、リマのサン・フアン・デ・ルリガンチョ地区でルイス・A・グティエレスと3度目の対戦を行い、2回KO勝ちを収めた。
2011年4月16日、リマのエスタディオ・モヌメンタルでモデスト・ロドリゲスとWBAフェデボルスーパーミドル級王座決定戦を行い、5回TKO勝ちを収め王座獲得に成功した。
2011年7月30日、コスタリカのサンホセのヒムナシオ・ナシオナルでレワード・マルティと対戦し、初回KO勝ちを収めWBAフェデボル王座初防衛に成功した。
2012年5月19日、カヤオのコリセオ・ミゲル・グラウでジョブ・ロベルト・ホエル・マセオと対戦し、初回KO勝ちを収めWBAフェデボル王座2度目の防衛に成功した。
2012年12月8日、ジャマイカのキングストンにあるナショナルインドアセンターでジェイミー・バルボサとWBAフェデラテンスーパーミドル級王座決定戦を行い、プロ初黒星となる12回0-3（103-106、104-105、101-106）の判定負けを喫し王座獲得に失敗した。
2015年3月28日、リマのメガ・プラザ・ノルテでマリアノ・ホセ・リバとスーパーミドル級契約4回戦を行い、3-0の判定勝ちを収め再起に成功した。
2015年7月18日、ドイツのノルトライン＝ヴェストファーレン州ハレのゲリー・ウェバー・シュタディオンでWBA世界スーパーミドル級7位のビンセント・フェイゲンブッツとヒョードル・チュディノフの正規王座認定に伴い空位となったWBA世界スーパーミドル級暫定王座と同じく空位のGBU世界スーパーミドル級王座決定戦を行い、プロ初のKO負けとなる3回1分21秒TKO負けを喫しWBA暫定王座とGBU王座獲得に失敗した。

## 獲得タイトル
- WBAフェデボルスーパーミドル級王座